# Carcinarctia rougeoti
Carcinarctia rougeoti là một loài bướm đêm thuộc phân họ Arctiinae, họ Erebidae.